# 프로세서 설계
프로세서 설계(processor design)는 컴퓨터 하드웨어의 핵심 부품인 프로세서를 만드는 것을 다루는 컴퓨터 과학 및 컴퓨터 공학의 하위 분야이다.
설계 프로세스에는 명령어 집합과 특정 실행 패러다임(예: VLIW 또는 RISC)을 선택하는 작업이 포함되며 결과적으로 마이크로아키텍처가 생성된다. (예: VHDL 또는 베릴로그) 마이크로프로세서 설계의 경우, 이 설명은 다양한 반도체 장치 제조 프로세스 중 일부를 사용하여 제조되어 칩 캐리어에 접착되는 다이가 된다. 그런 다음 이 칩 캐리어를 인쇄 회로 기판(PCB)의 소켓에 납땜하거나 삽입한다.
모든 프로세서의 작동 모드는 명령어 목록을 실행하는 것이다. 명령어에는 일반적으로 레지스터를 사용하여 데이터 값을 계산 또는 조작하고, 읽기/쓰기 메모리의 값을 변경 또는 검색하고, 데이터 값 간의 관계 테스트를 수행하고, 프로그램 흐름을 제어하는 명령어가 포함된다.
프로세서 설계는 반도체 제조를 위해 프로세서 설계를 파운드리로 보내기 전에 하나 이상의 FPGA에서 테스트 및 검증되는 경우가 많다.

## 같이 보기
- 암달의 법칙
- 중앙 처리 장치
- 복잡 명령어 집합 컴퓨터
- 전자 설계 자동화
- 범용 CPU의 역사
- 마이크로아키텍처
- 무어의 법칙
- 축소 명령어 집합 컴퓨터
- 시스템 온 칩